# لويس ميلو
لويس ميلو (بالبرتغالية: Luís Melo‏) هو ممثل برازيلي، ولد في 13 نوفمبر 1947 بكوريتيبا في البرازيل.

## وصلات خارجية
- لويس ميلو على موقع IMDb (الإنجليزية)
- لويس ميلو على موقع قاعدة بيانات الفيلم (الإنجليزية)